# Chiesa di San Nicolò Vescovo (Lutrano)
La chiesa di San Nicolò Vescovo è la parrocchiale di Lutrano, frazione di Fontanelle, in provincia di Treviso e diocesi di Vittorio Veneto; fa parte della forania Opitergina.

## Storia
La prima chiesa di Lutrano di cui si hanno notizie, è la pieve visitata il 12 novembre 1474 dal vescovo di Ceneda Nicolò Trevisan. Questo edificio fu consacrato nel 1513.
Nel 1832 la chiesa fu ricostruita, consacrata nel 1861 e, nel 1913, vennero edificate le navate laterali. Nel 1918, durante l'invasione austriaca, fu minato e fatto saltare in aria il campanile: un terzo della navata laterale fu rovinato, il battistero spezzato, furono rotte due porte grandi, le porte della sacrestia e tutti i vetri; i muri delle ali furono rotti in varie parti e mancavano pezzi di pavimento e soffitto. Il campanile è stato ricostruito nel 1924 su progetto di Luigi Candiani, in stile neoromanico ed alto 55 metri (tra i più alti nella zona).

## Descrizione
L'altare maggiore fu costruito in marmo nel 1842 per sostituire il precedente. Ai lati sono presenti due angeli adoranti dello scultore Marco Casagrande di Cison di Valmarino. Sulle pareti del coro sono presenti quattro quadri: Gesù e l'adultera, Gesù e il paralitico, La nascita di Maria e la presentazione di Maria al tempio, dipinti dei quali si ignora l'autore. La via crucis è dipinta ad olio da Duilio Corompai.
L'altare di San Nicolò Vescovo è di marmo con le colonne in marmo nero e una tela, raffigurante i santi Nicolò, Antonio abate e Mauro ed è opera del pittore Paolo de Lorenzi di Soligo.
L'altare della Beata Vergine del Rosario, situato di fronte al precedente, è in marmo, con colonne in finto marmo e tela del De Lorenzi raffigurante la Madonna.
L'organo è un De Lorenzi; il tabernacolo è stato realizzato nel 1977.